# Transhumanismo en la ficción

Los Cyber (tribu urbána) ligados al Transhumanismo

 La ciencia ficción ha tratado el tema del transhumanismo con gran intensidad durante las últimas décadas. Rápidamente, una ingente cantidad de autores de diversas disciplinas quedaron prendados por las bases de este movimiento cultural e intelectual que aboga por el uso de la ciencia y la tecnología para mejorar las capacidades mentales y físicas de los humanos. Por este motivo podemos encontrar una gran diversidad de obras de temática transhumanista en disciplinas tan dispares entre ellas como pueden ser el cine, la literatura, el mundo del cómic y del manga e incluso en forma de videojuegos. Hay que destacar esta última industria de ocio, que en la actualidad produce ya más beneficios que la industria cinematográfica y que ha servido como trampolín para la aparición de historias de trasfondo transhumanista de gran calidad, dotándolas de una interactividad y realismo insospechados hasta la fecha.
Generalmente, todas estas obras son de corte futurista y están ambientadas en sociedades utópicas o tecno-utópicas) y el papel de la ciencia y de la moral, de lo ético y de lo no ético, juegan un papel fundamental en su desarrollo. Aunque en muchas de estas historias se ensalzan las virtudes de una humanidad perfeccionada tecnológicamente, los escenarios más pesimistas incluyen relatos distópicos de bionigeniería humana que posteriormente han llevado a la población entera a un estado de caos absoluto, muchas veces con gran riesgo para su extinción.

## Literatura
Dos de las novelas transhumanistas más reconocidas pertenecen al género del ciberpunk y están centradas en la modificación mediante bioingenieria y bio-robótica del cuerpo humano. Estamos hablando de Neuromante de William Gibson (1984) y de Schismatrix de Bruce Sterling (1985).Un Mundo Feliz Podría ser el primer ejemplo de transhumanismo en la literatura, la obra de Aldous Huxley es considerada por muchos como el máximo exponente de las distopías transhumanistas. 
Sin embargo, en las décadas inmediatamente anteriores al surgimiento de un explícito movimiento transhumanista, aparecieron dispersos elementos transhumanistas en diferentes obras de ficción científica, entre otras Slan (1940) de A. E. van Vogt; la serie Lazarus Long (1941-87) de Robert A. Heinlein; Yo, robot (1950) de Isaac Asimov; El fin de la infancia (1953) y 2001: Una odisea del espacio (1968) de Arthur C. Clarke; Ciberíada (1967) de Stanisław Lem. Las más importantes novelas que han encarado directamente los temas transhumanistas y han estimulado el debate son CICATRIZ (2008) de Juan Carlos Sosa Azpúrua, Blood Music (1985) de Greg Bear, The Xenogenesis Trilogy (1987-1989) de Octavia Butler; las novelas La Cultura (1987-2000) de Iain Banks; Mendigos en España (1990-1994) de Nancy Kress; muchos trabajos de Greg Egan desde principios de los años noventa, como Permutation City (1994) y Diáspora (1997); The Bohr Maker (1995) de Linda Nagata; Extensa (2002) y Perfekcyjna niedoskonałość (2003) de Jacek Dukaj; Oryx y Crake (2003) de Margaret Atwood; y las obras de Michel Houellebecq Las partículas elementales y La posibilidad de una isla, , novela que tal y como sucede en muchos casos, además cuenta con una adaptación cinematográfica dirigida por el propio Michel Houellebecq.
Otras novelas contemporáneas que tratan temas transhumanistas que han dado lugar a una amplia discusión de estas cuestiones incluyen Mendigos en España (1990-94) de Nancy Kress, Oryx y Crake (2003) de Margaret Atwood, y La posibilidad de una isla (2006) de Michel Houellebecq, gran parte del aobra de Greg Egan como Ciudad Permutación (1994) y Diáspora (1997), The Bohr Maker (1995) de Linda Nagata, Los cantos de Hyperion de Dan Simmons, Espacio revelación de Alastair Reynolds y La cultura de Iain M. Banks.

## Cine y televisión
El mundo del cine y de la televisión también cuenta con numerosas obras transhumanistas entre sus producciones de ficción. Aunque puedan parecer el mismo medio por ser ambas, tanto la industria cinematográfica como la televisiva, puramente audiovisuales, lo cierto es que un determinado tipo de producto audiovisual encaja mejor en un campo o en otro. Por eso no es raro observar cómo muchas obras pensadas para la televisión en forma de series de diversos capítulos, han acabado siendo adaptadas en forma de película cinematográfica y viceversa. Un claro ejemplo de esto último lo encontraríamos en la película Stargate (1994) dirigida por Roland Emmerich y que posteriormente dio pie a su adaptación televisiva en forma de serie titulada Stargate SG-1 (1997).
También se encuentran representaciones de escenarios transhumanistas en otras películas como la popular Avatar (película) (2009) de James Cameron, Gattaca (1997) de Andrew Niccol, la trilogía de Matrix (iniciada en 1999 y concluida en 2003) de las hermanas Wachowski, Blade Runner (1992) dirigida por Ridley Scott y considerada como una auténtica película de culto, Johny Mnemonic (1995) de Robert Longo con guion del mismísimo William Gibson o Robocop (1987) de Paul Verhoeven. En cuanto a series, además de la anteriormente mencionada Stargate SG-1, cabría destacar a Enano Rojo (1988), una serie británica que trata sobre la replicación de la mente humana, Jake 2.0 (2003), Fringe (2008), Battlestar Galactica (Reimaginada) (2003) o la interesantísima Serie web H+: The Digital Series (2012), producida por Bryan Singer y que explica el fracaso del transhumanismo al infectarse el chip de un implante que lleva la mayoría de la población.
Hay que destacar la aportación del anime japonés a este campo con obras como Ghost in the Shell o Evangelion.

## Videojuegos
Los videojuegos han experimentado un considerable aumento de usuarios durante los últimos años y eso se nota en la cantidad de recursos destinados a su creación. Podemos encontrar obras como la impresionante saga Deus Ex (2000) con más de 13 años a sus espaldas. En especial hay que remarcar su última entrega, Deus Ex: Human Revolution (2011), en la que una sociedad futurista se encuentra gravemente dividida acerca del uso de implantes que permiten mejorar las habilidades físicas y sensoriales de las personas que los usen. Otros juegos en los cuales el transhumanismo hace acto de presencia es en la saga de Metal Gear (1987) con la aparición de un cyborg mitad humano y mitad máquina, System Shock 2 (1999) que se encuentra ambientado en una visión cyberpunk del año 2114, Bioshock (2007), Crysis (2007), Half-Life (1999) o Cyberpunk 2077, juego de rol desarrollado por CD Projekt RED y que -cuando se redactaron estas líneas- se encontraba en fase de producción, con lanzamiento previsto para el año 2015.

## Otras formas de ficción
El transhumanismo no solo ha servido de inspiración a creadores del ámbito de la literatura y de la industria audiovisual, sino también a numerosos artistas de las artes plásticas. Cabe destacar el Carnal Art, una forma de escultura originada por la artista francesa Orlan, que usa el cuerpo como medio y la cirugía plástica como método. El australiano Stelarc se centra en la alteración del cuerpo a través de prótesis robóticas e ingeniería de tejidos. Otros artistas cuyo trabajo coincidió con el florecimiento del transhumanismo y que exploraron temas relacionados con la transformación del cuerpo son la artista serbia Marina Abramović y el estadounidense Matthew Barney.